# Halowe Mistrzostwa Świata w Lekkoatletyce 1989 – bieg na 400 m mężczyzn

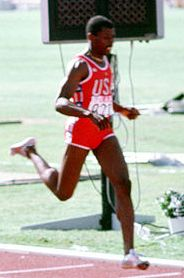
Antonio McKay

Bieg na 400 metrów mężczyzn – jedna z konkurencji biegowych rozgrywanych podczas halowych mistrzostw świata w  hali Sport Csárnok w Budapeszcie. Eliminacje zostały rozegrane 4 marca, a półfinały i bieg finałowy 5 marca 1989. Zwyciężył reprezentant Stanów Zjednoczonych Antonio McKay, który tym samym obronił tytuł zdobyty dwa lata wcześniej w Indianapolis. W finale ustanowił rekord mistrzostw z czasem 45,59 s.  

## Rezultaty

### Eliminacje
Rozegrano 5 biegów eliminacyjnych do których przystąpiło 26 biegaczy. Awans do półfinałów wywalczyli zawodnicy, którzy zajęli dwa pierwsze miejsca w swoim biegu eliminacyjnym (Q) oraz dwóch zawodników z najlepszymi czasami wśród przegranych (q).
Opracowano na podstawie materiału źródłowego.

#### Bieg 1
| Miejsce | Zawodnik        | Czas  | Uwagi |
| ------- | --------------- | ----- | ----- |
| 1       | Antonio McKay   | 46,86 | Q     |
| 2       | Ian Morris      | 47,09 | Q     |
| 3       | Arjen Visserman | 47,11 | q     |
| 4       | Antonio Sánchez | 47,60 |       |
| 5       | Luis Toledo     | 48,65 | [ 1 ] |

#### Bieg 2
| Miejsce | Zawodnik        | Czas  | Uwagi |
| ------- | --------------- | ----- | ----- |
| 1       | Howard Burnett  | 46,91 | Q     |
| 2       | Jörg Vaihinger  | 47,00 | Q     |
| 3       | Gusztáv Menczer | 47,43 |       |
| 4       | Romeo Gido      | 47,63 | [ 1 ] |
| 5       | Patrick Delice  | 47,86 |       |
| 6       | Ahmed Ghanem    | 48,63 |       |

#### Bieg 3
| Miejsce | Zawodnik         | Czas  | Uwagi |
| ------- | ---------------- | ----- | ----- |
| 1       | Cayetano Cornet  | 46,64 | Q     |
| 2       | Alemayehu Gudeta | 47,14 | Q,    |
| 3       | Todd Bennett     | 47,35 |       |
| 4       | Tomasz Jędrusik  | 47,36 |       |
| 5       | Klaus Just       | 47,67 |       |

#### Bieg 4
| Miejsce | Zawodnik          | Czas  | Uwagi |
| ------- | ----------------- | ----- | ----- |
| 1       | Gabriel Tiacoh    | 47,00 | Q     |
| 2       | Clarence Daniel   | 47,20 | Q     |
| 3       | Takahiro Watanabe | 47,97 |       |
| 4       | Troy Douglas      | 48,46 | [ 1 ] |
| 5       | Gérson de Souza   | 49,04 |       |

#### Bieg 5
| Miejsce | Zawodnik           | Czas  | Uwagi |
| ------- | ------------------ | ----- | ----- |
| 1       | Brian Whittle      | 46,69 | Q     |
| 2       | Slobodan Branković | 46,69 | Q     |
| 3       | Bert Cameron       | 46,93 | q     |
| 4       | Ervin Katona       | 47,33 |       |
| 5       | Anton Skerritt     | 47,69 |       |

### Półfinały
Rozegrano 2 biegi półfinałowe, w których wystartowało 12 biegaczy. Awans do finału dawało zajęcie jednego z trzech pierwszych miejsc w swoim biegu (Q).
Opracowano na podstawie materiału źródłowego.

#### Bieg 1
| Miejsce | Zawodnik         | Czas  | Uwagi |
| ------- | ---------------- | ----- | ----- |
| 1       | Antonio McKay    | 46,06 | Q     |
| 2       | Cayetano Cornet  | 46,30 | Q     |
| 3       | Ian Morris       | 46,52 | Q,    |
| 4       | Alemayehu Gudeta | 46,96 | [ 3 ] |
| 5       | Jörg Vaihinger   | 47,01 |       |
| 6       | Howard Burnett   | 47,18 |       |

#### Bieg 2
| Miejsce | Zawodnik           | Czas  | Uwagi |
| ------- | ------------------ | ----- | ----- |
| 1       | Slobodan Branković | 46,49 | Q     |
| 2       | Gabriel Tiacoh     | 46,69 | Q,    |
| 3       | Brian Whittle      | 46,71 | Q     |
| 4       | Arjen Visserman    | 46,94 |       |
| 5       | Clarence Daniel    | 47,03 |       |
| 6       | Bert Cameron       | 47,78 |       |

### Finał
Opracowano na podstawie materiału źródłowego.
| Miejsce | Zawodnik           | Czas  | Uwagi |
| ------- | ------------------ | ----- | ----- |
| 1       | Antonio McKay      | 45,59 | [ 5 ] |
| 2       | Ian Morris         | 46,09 | [ 5 ] |
| 3       | Cayetano Cornet    | 46,40 |       |
| 4       | Slobodan Branković | 46,48 |       |
| 5       | Brian Whittle      | 46,78 |       |
| 6       | Gabriel Tiacoh     | 47,35 |       |